# Bradyidius capax
Bradyidius capax är en kräftdjursart som beskrevs av Bradford-Grieve 2003. Bradyidius capax ingår i släktet Bradyidius och familjen Aetideidae. Inga underarter finns listade i Catalogue of Life.